# 2182 Semirot
2182 Semirot је астероид главног астероидног појаса са пречником од приближно 25,13 .
Афел астероида је на удаљености од 3,523 астрономских јединица (АЈ) од Сунца, а перихел на 2,755 АЈ.
Ексцентрицитет орбите износи 0,122, инклинација (нагиб) орбите у односу на раван еклиптике 2,263 степени, а орбитални период износи 2031,759 дана (5,562 година).
Апсолутна магнитуда астероида је 11,30 а геометријски албедо 0,084.
Астероид је откривен 21. марта 1953. године.